# Yantra

Yantra är en geometrisk symbol som man kan fokusera på under meditation. Roten kommer ur sanskritordet yan, som betyder form, och -tra som är instrumentalissuffix. Yantra är geometriska symboler som skänker befrielse till sinnet under meditation men även efter att meditationen är slutförd. Meningen med en yantra-meditation är att uppleva helhet, ett icke dualistiskt tillstånd eller vad man nu vill kalla det[källa behövs]

## Bildgalleri

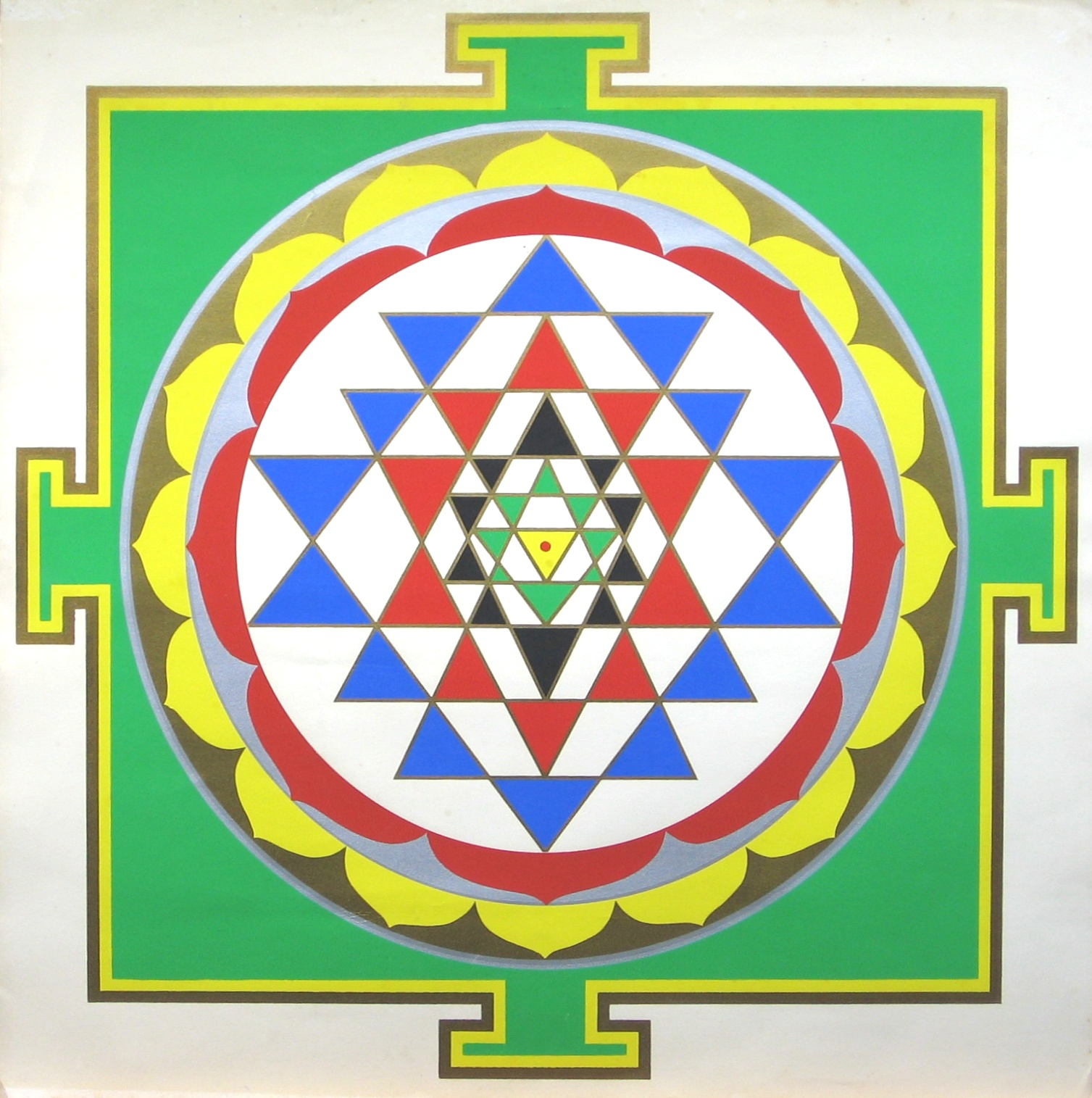
sri chakra
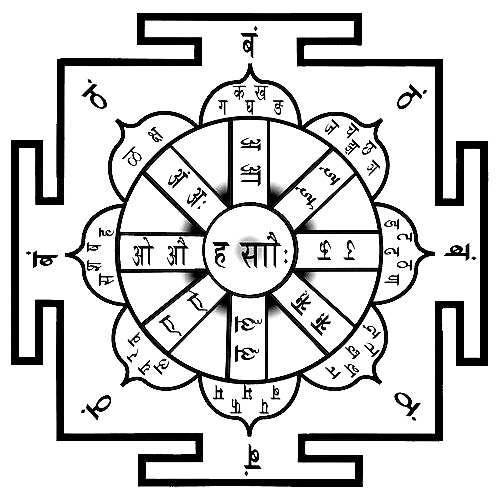
ashta matruka yantra
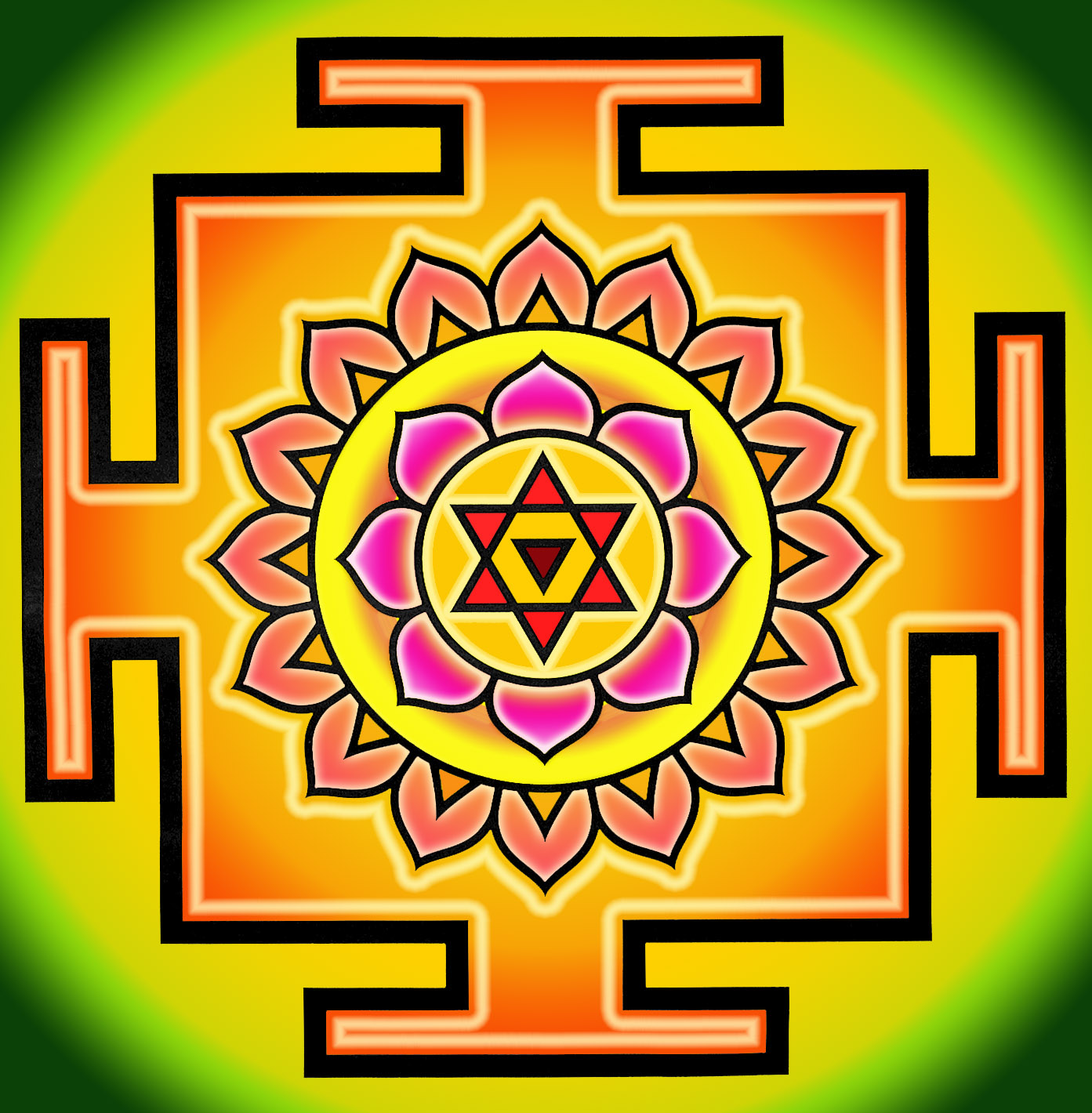
bahalamukhu yantra
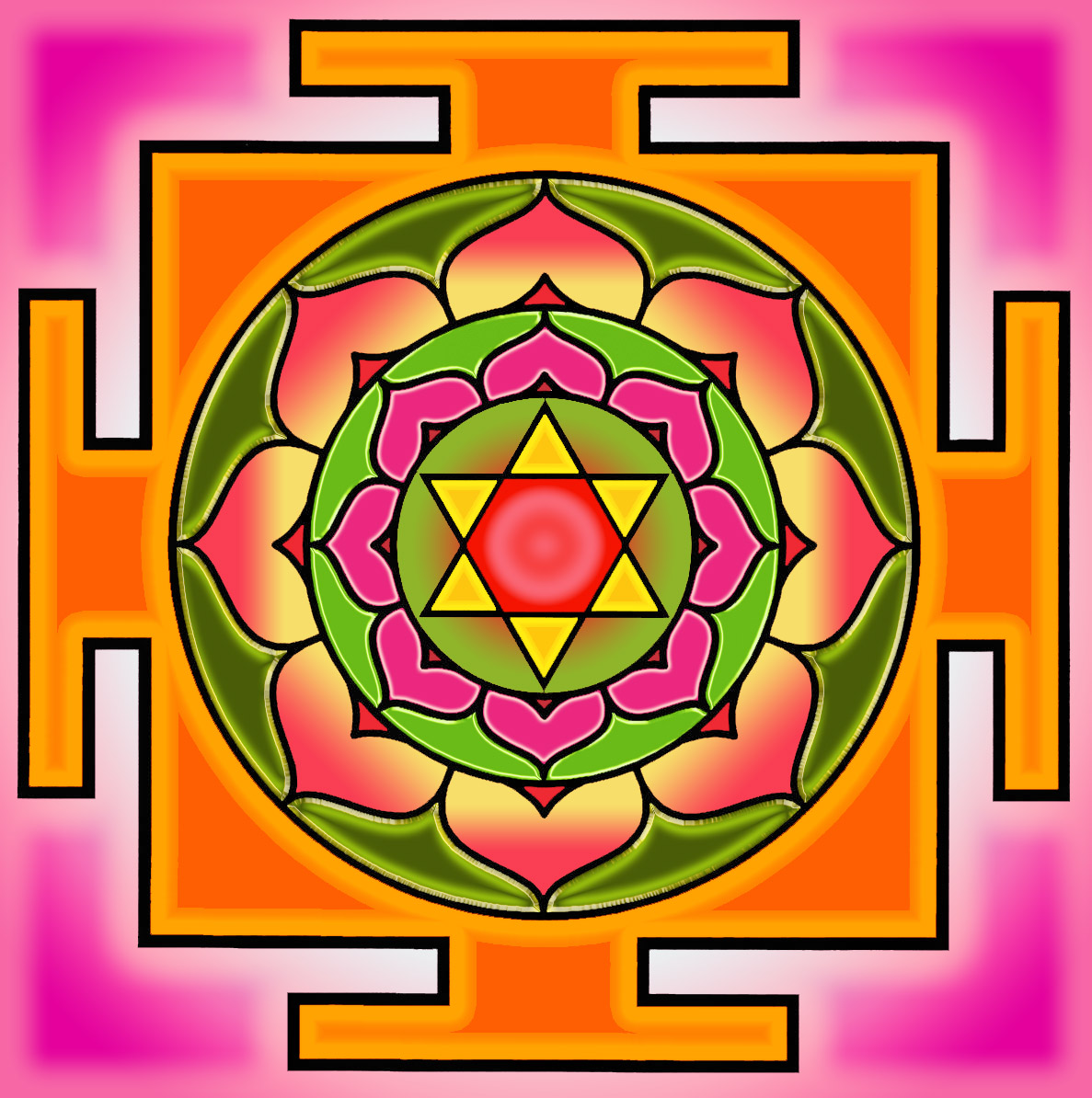
bhuvaneswari yantra
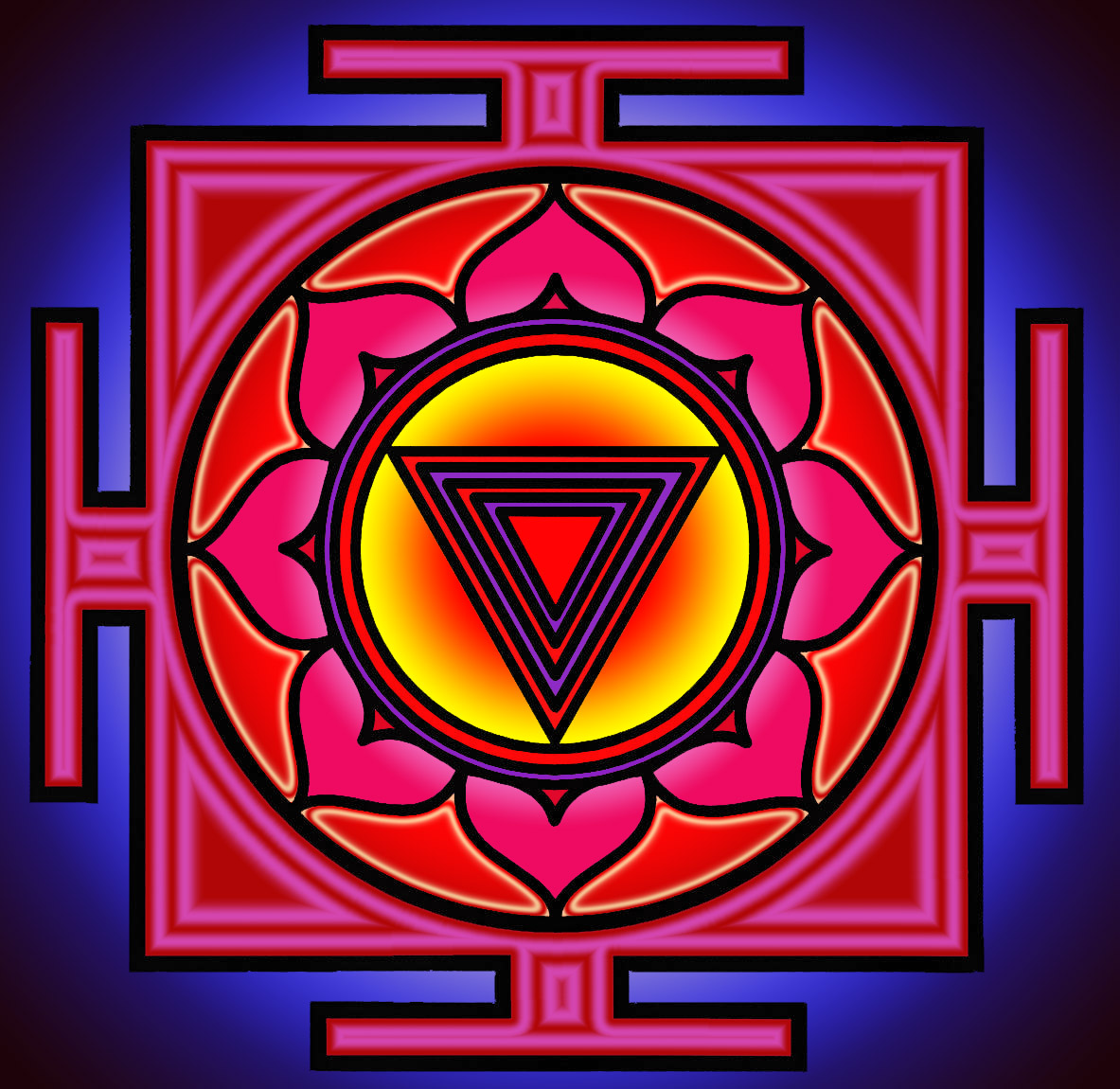
kali yantra
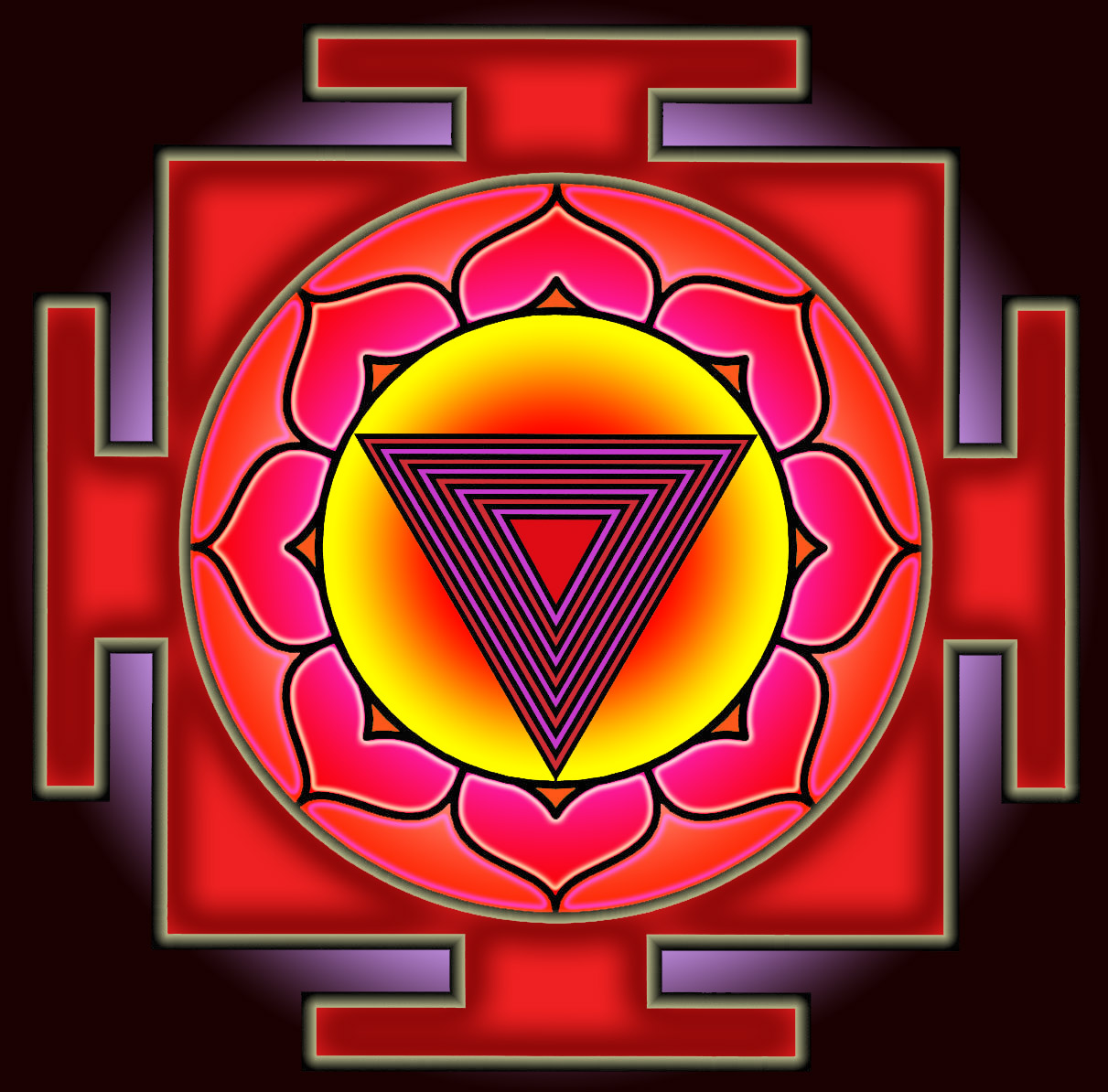
tripurabhairava yantra
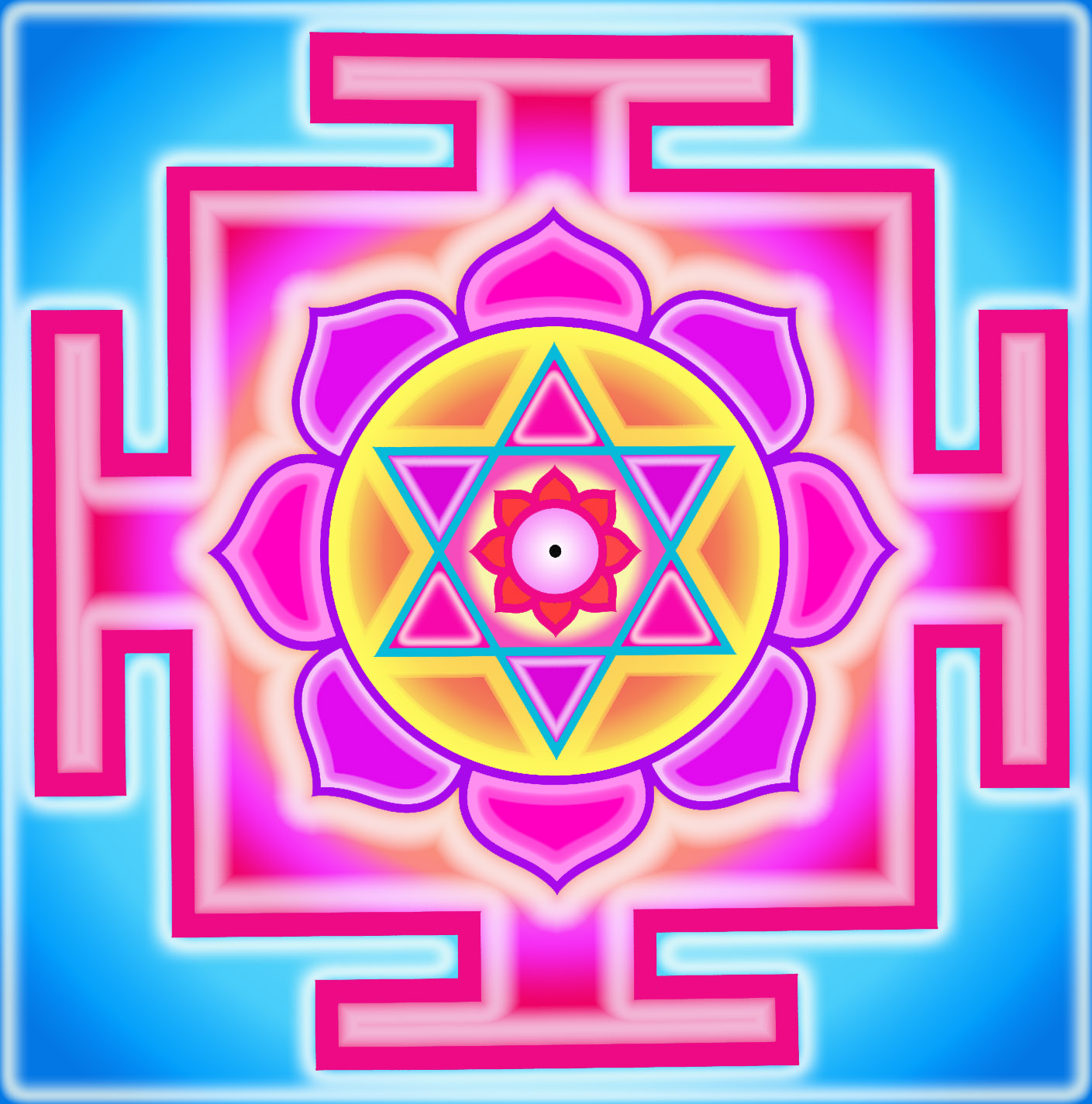
kamana yantra
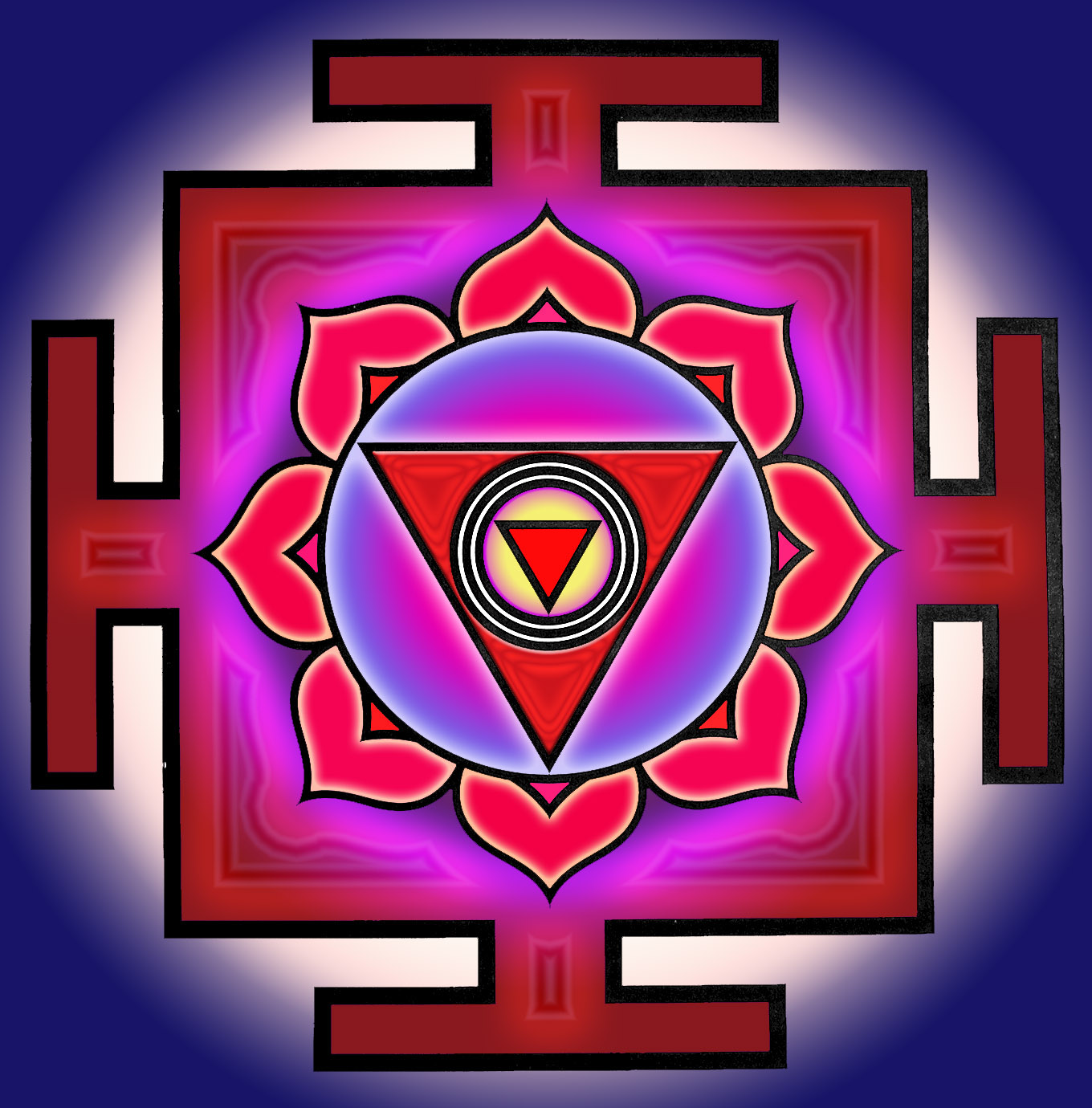
chinnamasta yantra
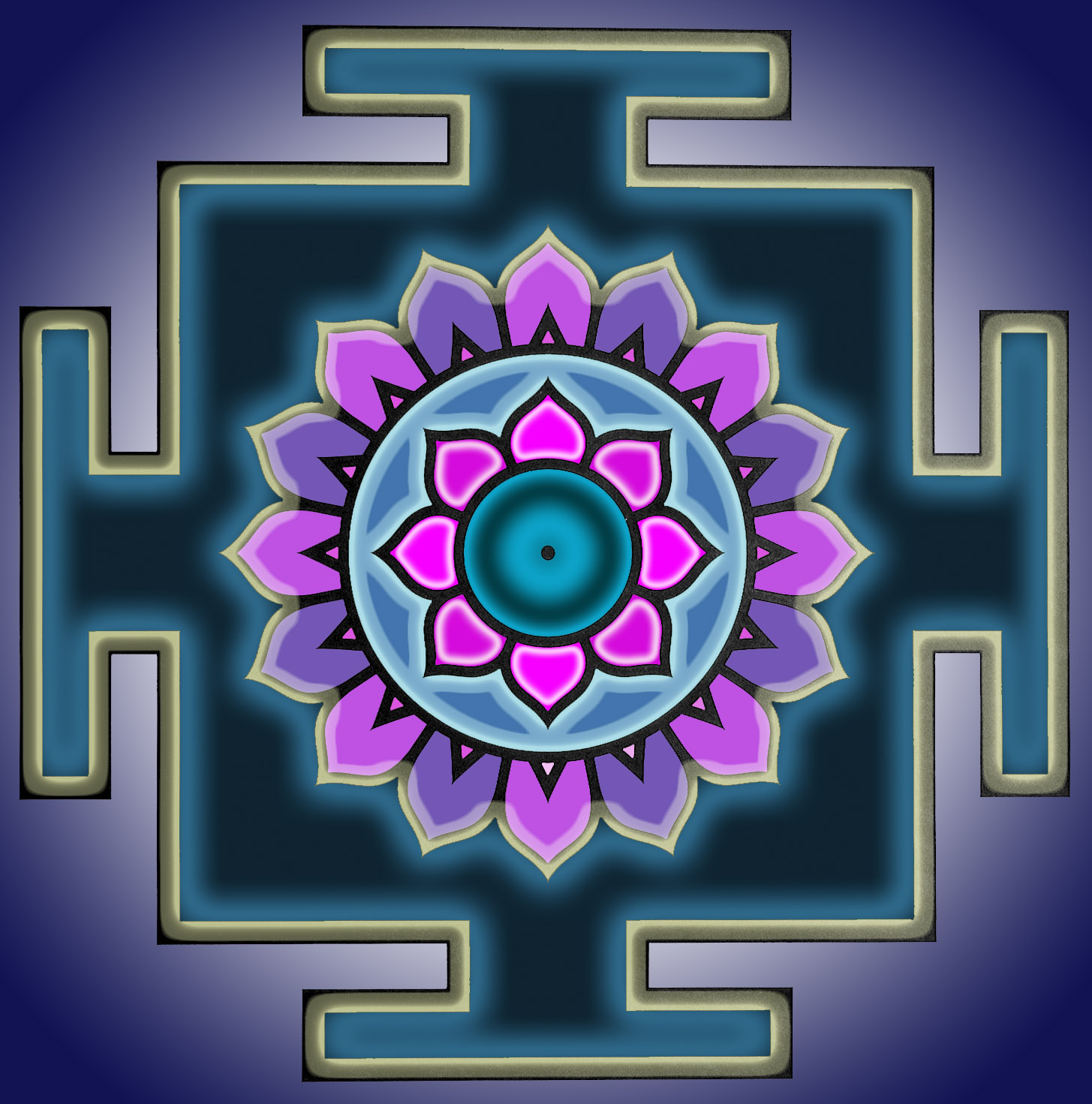
dhoomavathi yantra